# Linnaea (czasopismo)
Linnaea (pełny tytuł: „Linnaea: Ein Journal für die Botanik in ihrem ganzen Umfange”) – niemieckie czasopismo botaniczne wydawane w Berlinie w latach 1826 (1 Band) do 1881/1882 (43 Band). Ukazywało się zwykle jako rocznik, choć 9 razy opublikowane zostały tomy łączone z podwójną datą roczną wydania. Redaktorem czasopisma od pierwszego numeru aż do śmierci pozostawał Diederich Franz Leonhard von Schlechtendal. Od numeru 35 (1867) redaktorem był Christian August Friedrich Garcke i od tego też numeru czasopismo uzyskało alternatywny podtytuł: „Beiträge zur Pflanzenkunde” z własną numeracją od 1 (1867) do 9 (1881-1882). Zawartość publikowana była w języku łacińskim (zwłaszcza na początku) i niemieckim.
Kontynuatorem czasopisma było wydawnictwo „Jahrbuch des Königlichen Botanischen Gartens und des Botanischen Museums zu Berlin”.
Zawartość czasopisma dostępna jest w całości w Internecie (patrz: Bibliografia).